# Skoglar Tidström
Skoglar Tidström, född 20 november 1909 i Gävle, död 26 april 1937 i Murcia, Spanien, var en svensk förläggare och frivillig i spanska inbördeskriget.

## Biografi
Skoglar Tidström föddes i Gävle som son till läroverksadjunkt Oscar Tidström och Elisabeth Tidström, violinist i Gävle symfoniorkester.  Vid faderns död 1913 flyttade änkan till Stockholm med Skoglar och hans syskon. I Stockholm var han en av de drivande bakom tidskriften och bokförlaget Spektrum i början av 1930‑talet. Han vistades i Tyskland tillsammans med Gunnar Ekelöf vintern 1933–1934, och for därefter till Sovjetunionen för filmskolestudier. Efter en episod av sinnessjukdom togs han till Sverige. År 1937 kom han till Spanien som krigsfrivillig, skadades, och dog på ett sjukhus i Murcia.

## Spektrum
Skoglar Tidström ingick i gruppen som gav ut tidskriften Spektrum tillsammans med bland andra Karin Boye, Ester Riwkin, förre skolkamraten Josef Riwkin och Gunnar Ekelöf. Första numret gjorde succé. Skoglar Tidström och sex andra medlemmar av gruppen hyrde en stor lägenhet på Birger Jarlsgatan som tilltänkt redaktionslokal och bostad, och han var en viktig finansiär för verksamheten. Skoglar Tidströms och hans kollegors utgivarverksamhet kännetecknades, åtminstone till en början, av ekonomisk amatörmässighet.
Bredvid tidskriften Spektrum, som utgavs 1931–1933, verkade ett bokförlag med samma namn från 1932 till 1935, och gav ut ett tjugutal titlar, bland annat av Gunnar Ekelöf och Agnes von Krusenstjerna, europeisk skõnlitteratur, böcker om andra konstarter, psykoanalys, arkitektur och Sovjetunionen. Den konstnärliga profilen liknade den hos tidskriften.
I december 1931 bildades Riwkin & Tidström Förlagsaktiebolag med Ester Riwkin och Skoglar Tidstöm som hälftenägare. Den 18 mars 1932 ãndrades bolagets namn till Spektrum Förlagsaktiebolag, samtidigt som aktiekapitalet ökades, och de tre ordinarie styrelseledamöterna utgjordes av Josef Riwkin, Skoglar Tidström, som i adresskalendern stod med titeln "bokfõrlãggare", och Gunnar Ekelõf, som också tillsköt kapital. Ägarförhållandena skiftade, och Skoglar Tidström uppges en tid ha haft två tredjedelar av aktierna. Tillskotten av kapital från Skoglar Tidström och Gunnar Ekelôf var troligen avgörande för förlagets existens. Förlaget har även använt namnet ”Nutidsromaner”; en rörelse med det namnet registrerades 1932 med Skoglar Tidström som registrerad innehavare.

## Sovjetunionen
Liksom Karin Boye for Skoglar Tidström och Gunnar Ekelöf utomlands; gruppmedlemmarnas resor har angetts som en av orsakerna till att tidskriften och förlaget avstannade.  Efter att ha börjat arbeta med fotografi i Tyskland, for han till Sovjetunionen för att utveckla sitt bildintresse vid en filmskola. Han knöt kontakter med intellektuella som Isaak Babel, lärde sig snabbt ryska, och översatte en text av Vera Inber från ryska till svenska, men han drabbades av sinnesförvirring (enligt uppgift i samband med en olycklig kärlek) och fördes först till Krim och sedan till Sverige.

## Spanien
Skoglar Tidström anslöt till Internationella brigaderna i spanska inbördeskriget, och tillhörde 11:e brigaden (kallad ”Hans Beimler”), bataljon Thälmann. Hans bataljon sattes in på Jamarafrontens kritiska södra del i februari 1937. När skandinavernas kompanichef, syndikalisten Ragnar Skotte stupat, skulle den språkkunnige (talade sex språk) och spansktalande Skoglar Tidström befordras från löjtnant till kapten och chef, men han sårades omgående. Källor har olika uppgifter om huruvida befordran verkställdes innan han blev skadad. Han dog två månader efter att han skadades, på sjukhuset i Murcia, av sina skador eller av tyfus.

## Personlighet och eftermäle
Gunnar Ekelöf räknade Skoglar Tidström som sin vän och tillägnade honom dikten ”Jarrama” i diktsamlingen Non Serviam (1945). Han publicerade också ett vänporträtt på prosa, stycket ”Ett 30‑talsöde” i Promenader 1941. Skoglar Tidström beskrivs där (med täcknamnet ”Håkansson”) som underlig och liknöjt bekymmersfri. Enligt Gunnar Ekelöf skall han ha dolt sin begåvning fram till tiden i Sovjetunionen. I Sovjetunionen skall han ha betraktats som högt begåvad. Gunnar Ekelöfs omdöme bekräftas av att Isaak Babel skall ha uppskattat Skoglar Tidströms ”halvnonchalanta äventyrarstil” när Isaak Babel och hans hustru Antonina Pirozhkova fattade intresse för honom.